# Antonio Américo D’Urzedo
Antonio Américo D’Urzedo (Congonhas, Minas Gerais, 11 de novembro de 1786 – 20 de fevereiro de 1863) foi um médico brasileiro. Formado em Medicina e Cirurgia em 1817, foi professor de Patologia Externa na Academia Médico-Cirúrgica e um dos fundadores da Sociedade de Medicina do Rio de Janeiro, atual Academia Nacional de Medicina. Foi tenente-coronel cirurgião-mor do Corpo de Saúde do Exército Brasileiro.

## História
Nasceu em 10 de novembro de 1786, na freguesia de Congonhas do Campo, no bispado de Mariana, Minas Gerais. Era filho de David Vieira D’Urzedo e de D. Joana Violante de Santa Rosa. 
Graduou-se em Medicina e Cirurgia em 1º de maio de 1817, tendo sido discípulo do professor da Ordem de Cristo, Antonio José Vieira de Carvalho, especialista em obstetrícia e outros saberes, no Hospital Real Militar do Rio de Janeiro. Foi aluno voluntário do curso de botânica e agricultura da Academia Médico-Cirúrgica, onde, em 1829, foi nomeado professor de Patologia Externa. Além disso, ocupou o cargo de secretário interino na mesma instituição.
Em 17 de junho de 1829, foi um dos membros fundadores da antiga Sociedade de Medicina do Rio de Janeiro, atual Academia Nacional de Medicina, sendo considerado um dos Membros Natos numa sessão realizada em 30 de junho do mesmo ano, ao lado de figuras proeminentes como Joaquim Candido Soares de Meirelles, Luiz Vicente De Simoni e José Martins da Cruz Jobim. Foi vice-presidente no primeiro trimestre de 1831.
Na sua carreira militar, foi tenente-coronel cirurgião-mor do Corpo de Saúde do Exército. Faleceu em 20 de fevereiro de 1863.